# カローラ・アイレンフト
カローラ・アイレンフト（Carola Uilenhoed  1984年10月10日- ）は、オランダのデン・ハーグ出身の柔道選手。階級は78kg超級。身長178cm。体重125kg。

## 人物
柔道は5歳の時に始めた。2005年の世界選手権78kg超級では初戦で塚田真希に上四方固で敗れるなどして5位にとどまったが、無差別では3位となった。2007年の世界選手権78kg超級では準々決勝でフランスのアン＝ソフィー・モンディエールに朽木倒で敗れたがその後敗者復活戦を勝ち上がって3位となった。翌年の北京オリンピックでは2回戦で敗れた。2010年の世界団体ではオランダチームの優勝メンバーに名を連ねた。

## 主な戦績
(階級表記のない大会は全て78kg超級での成績)
- 2002年 - ヨーロッパジュニア　3位
- 2003年 - ベルギー国際　優勝
- 2005年 - ブルガリア国際　2位
- 2005年 - オランダ国際　2位
- 2005年 - 世界選手権　78kg超級 5位 無差別　3位
- 2005年 - ヨーロッパU23柔道選手権大会　3位
- 2006年 - ハンガリー国際　3位
- 2006年 - ヨーロッパ選手権　2位
- 2006年 - ヨーロッパU23柔道選手権大会　優勝
- 2007年 - フランス国際　3位
- 2007年 - チェコ国際　3位
- 2007年 - ヨーロッパ選手権　2位
- 2007年 - 世界選手権　3位
- 2009年 - ワールドカップ・リスボン　2位
- 2009年 - グランドスラム・リオデジャネイロ　2位
- 2009年 - グランプリ・青島　5位
- 2010年 - グランプリ・チュニス　5位
- 2010年 - ワールドカップ・カイロ　2位
- 2010年 - グランドスラム・リオデジャネイロ　5位
- 2010年 - グランプリ・ロッテルダム　5位
- 2010年 - 世界団体　優勝
- 2010年 - グランプリ・アブダビ　5位
- 2011年 - ワールドマスターズ　5位
- 2011年 - グランプリ・アムステルダム　5位
- 2011年 - グランプリ・青島　5位